# Los 100 éxitos del pop español. Volumen 1
Los 100 éxitos del pop español. Volumen 1 es un álbum recopilatorio de varios artistas, editado en 1998, compuesto por 25 canciones, perteneciente a la compañía discográfica Polymedia.

## Canciones
| N.º | Título                                               | Intérprete              | Duración |  |
| 1.  | «Horror en el hipermercado»                          | Alaska y los Pegamoides |          |  |
| 2.  | «Una décima de segundo»                              | Nacha Pop               |          |  |
| 3.  | «Golpes»                                             | Gabinete Caligari       |          |  |
| 4.  | «Yo tenía un novio (que tocaba en un conjunto beat)» | Rubí y los Casinos      |          |  |
| 5.  | «Ligarse a Vicky»                                    | Mamá                    |          |  |
| 6.  | «La evolución de las costumbres»                     | La Mode                 |          |  |
| 7.  | «La chica de Plexiglás»                              | Aviador Dro             |          |  |
| 8.  | «Mari Pili»                                          | Ejecutivos Agresivos    |          |  |
| 9.  | «Oweh Ke Oweh»                                       | Sindicato Malone        |          |  |
| 10. | «La balada de Karen Quinlan»                         | Glutamato Ye-Yé         |          |  |
| 11. | «El poli te ve»                                      | Los Trastos             |          |  |
| 12. | «Cazadora de cuero»                                  | Farmacia de Guardia     |          |  |
| 13. | «Para una chica sola»                                | La Banda del Otro Lado  |          |  |
| 14. | «Stereo»                                             | La Banda Sin Futuro     |          |  |
| 15. | «El twist del autobús»                               | Paco Clavel             |          |  |
| 16. | «Beber y bailar»                                     | Ciudad Jardín           |          |  |
| 17. | «Ernesto»                                            | Los Nikis               |          |  |
| 18. | «El límite»                                          | La Frontera             |          |  |
| 19. | «La escalera»                                        | Alphaville              |          |  |
| 20. | «Algo traen»                                         | Las Ruedas              |          |  |
| 21. | «En el Umbral del Sol»                               | Terra Nova              |          |  |
| 22. | «Mi novia se llamaba Ramón»                          | Los Burros              |          |  |
| 23. | «Imaginar»                                           | Nada Más                |          |  |
| 24. | «Barcelona blues»                                    | Brighton 64             |          |  |
| 25. | «Chica del metro»                                    | Telegrama               |          |  |